# Franziska Weber
Franziska Weber (Potsdam, 24 mei 1989) is een Duits kanovaarster.
Weber won tijdens de Olympische Zomerspelen 2012 de gouden medaille in de K2 500m samen met Tina Dietze en ook nog zilver in de K4 500m. Vier jaar later won ze opnieuw zilver in de K4 500m maar werd ze tweede in de K2 500m samen met opnieuw Tina Dietze; ze werd ook 5de in de K1 500m.
Weber werd vier keer wereldkampioen op de sprint zeven keer tweede en twee keer derde. Ze werd daarnaast ook vijf keer Europees kampioen, negen keer tweede en drie keer derde. Daarnaast won ze ook twee keer zilver op de Europese Spelen.

## Belangrijkste resultaten

### Olympische Zomerspelen
| Editie | Plaats         | Resultaten                 |
| ------ | -------------- | -------------------------- |
| 2012   | Londen         | K2 500m K4 500m            |
| 2016   | Rio de Janeiro | 5e K1 500m K2 500m K4 500m |

### Wereldkampioenschappen vlakwater
| Jaar | Plaats           | Resultaten                  |
| ---- | ---------------- | --------------------------- |
| 2009 | Dartmouth        | K1 1000m                    |
| 2010 | Poznań           | K1 1000m                    |
| 2011 | Szeged           | K2 500m · K4 500m           |
| 2013 | Duisburg         | K2 200m · K2 500m · K4 500m |
| 2014 | Moskou           | K2 200m                     |
| 2015 | Milaan           | K2 500m · K4 500m           |
| 2017 | Račice           | K2 500m · K4 500m           |
| 2018 | Montemor-o-Velho | K2 200m                     |

1960: Antonina Seredina & Maria Sjoebina ·
1964: Roswitha Esser & Annemarie Zimmermann ·
1968: Roswitha Esser & Annemarie Zimmermann ·
1972: Jekaterina Koerysjko & Ljoedmila Pinajeva-Chvedosjoek ·
1976: Nina Gopova & Galina Kreft ·
1980: Martina Bischof & Carsta Genäuß ·
1984: Agneta Andersson & Anna Olsson ·
1988: Anke Nothnagel & Birgit Schmidt-Fischer ·
1992: Ramona Portwich & Anke von Seck-Nothnagel ·
1996: Agneta Andersson & Susanne Gunnarsson-Wiberg ·
2000: Birgit Fischer & Katrin Wagner-Augustin ·
2004: Natasa Janics & Katalin Kovács ·
2008: Natasa Janics & Katalin Kovács ·
2012: Tina Dietze & Franziska Weber ·
2016: Danuta Kozák & Gabriella Szabó ·
2020: Lisa Carrington & Caitlin Regal ·
2020: Lisa Carrington & Alicia Hoskin